# Barrillos de las Arrimadas
Barrillos de las Arrimadas es una localidad perteneciente al municipio de La Ercina, en el norte de la provincia de León (España). En 2009 contaba con 18 habitantes.
En 2018 cuenta con 12 habitantes, de los cuales 8 viven allí y 4 residen el fin de semana.
En el mes de agosto cuenta con más gente ya que es la fiesta del pueblo con la romería típica el día 22 de agosto.
La patrona es la virgen Nuestra Señora de los Remedios.

## Historia
Los primeros datos fundados de la población de estos Lugares se remontan al siglo IX en el que hay constancia de la existencia del convento benedictino de S. Millán sito en el encinal que hay entre Barrillos y la Devesa: en Los Valles se conserva el topónimo de San Millano. Las pertenencias de este convento fueron con el tiempo agregadas por los reyes de León al convento de Valdediós formando parte de los foros del Priorato de Vega. En toda esta zona de la montaña oriental leonesa, enmarcada entre Boñar y los Picos de Europa, durante los siglos X y XI hubo un núcleo importante de poblamiento posiblemente porque estas tierras se convirtieron en el arca de Noé de monjes y gentes que huían del terror sarraceno (1).
El dominio territorial pertenecía a los Flainez que gobernaban la mandación desde su castillo de Aguilar, cerca de Sabero. Sus rebeldías provocaron que la reina Urraca en 1113 donara a Vermudo Pétriz varias posesiones de realengo, in Sancta Columba, et in Ocisa, et (in) Sancto Iohanni et in Barrio, entre otras. Pocos años después el adjudicatario las trasfería en permuta al prelado legionense don Diego.(2) Aquí nació el Señorío de las Arrimadas que ostenta el obispo de León que además administraba el patrimonio de unas dieciséis propiedades adscritas a la parroquia de Santa Marina y al Santuario de Nª Sra. de los Remedios.(3)
En el primer tramo de la torre románica de la Parroquia de Santa Marina aparece grabada una cruz muy semejante a la que usaban los Caballeros de Santiago,  y en los materiales usados para construir el contrafuerte que hay en la fachada, podemos ver otra cruz muy distinta que guarda cierto parecido con la de los Caballeros Templarios. Estos testimonios históricos han permitido fundar una tradición que habla del asentamiento en este lugar de un convento o priorato que inicialmente pudo haber pertenecido a los Caballeros de la Espada de Santiago y después haber caído en poder de los Templarios. El Padre Mariana al tratar de los prioratos que los Templarios tenían en España nombra, entre otros muchos, el de Burguillos, nombre que concuerda con el de Barrillos . (4) Nota: Este "Burguillos" al que hace referencia Juan de Mariana, segun se interpreta en el documento referenciado no es otro que, Burguillos de Toledo. Historia general de España. Juan de Mariana. Capitulo X. Como se extinguieron los caballeros Templarios. Pág. 464. 
Al marco político ya descrito viene a añadirse otra circunstancia: el trazado del “Viejo Camino de Santiago” que iba por Álava y las Asturias. Esta ruta es muy anterior (S. IX) a la tradicional calixtina o Camino francés (S. XII) que sólo pudo ser posible cuando las tierras de toda la cuenca del Duero fueron definitivamente reconquistadas a los árabes. (5)
Posiblemente a finales de la Edad Media, en este lugar de Barrillos de las Arrimadas, radicó una rama de los Juárez, que pasó a Asturias así como al Valle de Mena, en Burgos,  en Medina del Campo (Valladolid), y en Navarra. Esta familia probó nobleza en las Órdenes de San Juan de Jerusalén (1539 y 1543). Montesa (1591), Calatrava (1694) y de Santiago (1707).
El Acta de Santa Colomba de 1751 define perfectamente el marco jurídico-administrativo vigente desde la época medieval: 

Se llama concejo de las Arrimadas que se compone de cinco lugares llamados Barrillos, Acisa, El Corral, Santa.  Colomba , Laiz . Para la paga del real Tributo y otros, se ofrecen hacer un cuerpo todos los vecinos de dichos cinco lugares contribuyendo cada uno con la cantidad que les corresponde. En el citado común no hay separación de términos ni de jurisdicción. El Señorío de este Concejo pertenece al Ilmo. Obispo de León (6) que ostenta también el de Vegamián, además del Condado de Colle.(6)

 Restos históricos de esta Comunidad de las Arrimadas son el Monte Mancomunado del Violán y las parroquias compartidas (Santa Marina para Acisa y Barrilos, Santa Colomba para El Corral, Laiz y la propia Santa Colomba).
Al menos hasta mediados del siglo XIX Barrillos fue la capital de las Arrimadas y por eso en él radicaba la Justicia y el Ayuntamiento Conservando una cierta configuración feudal parece ser que el concejo contaba con leyes exclusivas y costumbres de obligado cumplimiento que permitían tener su propio tribunal (rollo), su cárcel y derecho de ajusticiamiento (picota). El Señorío de las Arrimadas constituía un Partido con juez ordinario de primera instancia y otro para el grado de apelación. Posiblemente a raíz de la desamortización de Mendizábal este tribunal pasó al poder civil por lo que los juicios estaban presididos por un Síndico de Valladolid. (7).

## Transporte
Posee un apeadero de FEVE inaugurado en 1967. Este ferrocarril, anteriormente conocido como El Hullero o Ferrocarril de la Robla fue proyectado y realizado a finales del siglo XIX por el ingeniero Mariano Zuaznavar con la financiación de un grupo de empresarios vascos para llevar hasta los Altos Hornos de Vizcaya el carbón de las cuencas leonesa y palentina. 
Barrillos está comunicado por carretera con Boñar y Cistierna que se encuentran a 12 km.

## Política
Barrillos está gobernado por una Junta Vecinal que administra sus asuntos propios y sirve de enlace con el Ayuntamiento. Esta Junta Vecinal sigue utilizando el sistema tradicional de Concejo Abierto para tomar las decisiones que afectan a los servicios y dotaciones del pueblo. El Concejo se reúne al menos una vez al año, aprovechando el máximo de afluencia de vecinos en el mes de agosto. Dadas las limitaciones presupuestarias del Ayuntamiento son los vecinos básicamente los que se han de ocupar del mantenimiento y conservación del pueblo y sus instalaciones. Para esta labor el Presidente de la Junta convoca a todos los vecinos a toque de campana para que participen en la hacendera.

## Instalaciones sociales y deportivas
Asociación Cultural y Deportiva Nª Sra. de los Remedios: Esta Asociación promueve y organiza alguna actividad cultural a lo largo del año y sobre todo planifica la Semana Cultural que precede a la Fiesta de los Remedios. En esta Semana tienen lugar charlas de todo tipo, conciertos de música, representaciones teatrales, actividades infantiles, exposiciones varias, encuentros gastronómicos, concursos, etc…
Las principales instalaciones son el Teleclub, pista polideportiva y parque infantil.

## Festividades
El 22 de agosto se celebra la romería de la Virgen de los Remedios, tal como se fijó en 1829 en que fue declarada fiesta de guardar. Son muchos los que vienen ese día ofrecidos para mostrar su fervor, esperanza o agradecimiento dejando su exvoto de cera ardiendo ante la imagen de la Virgen y algunos caminando descalzos durante el recorrido procesional.
Comparte iglesia con el vecino pueblo de Acisa de las Arrimadas. Este templo dedicado a Santa Marina es básicamente románico con añadidos de diferentes épocas. Cuenta con una esbelta torre, una magnífica pila bautismal también románica y una estela medieval poco frecuente en estos territorios. El retablo de finales del siglo XVI tiene un buen nivel artístico.